# William Cavendish-Bentinck (3e duc de Portland)
Pour les articles homonymes, voir William Cavendish-Bentinck et Cavendish-Bentinck.
William Cavendish-Bentinck (14 avril 1738 – 30 octobre 1809), 3e duc de Portland (en), est un homme d'État, Premier ministre de Grande-Bretagne en 1783, et Premier ministre du Royaume-Uni de 1807 à 1809.

## Biographie
Il est le fils de William Bentinck (1709-1762), 2e duc de Portland, courtisan et propriétaire terrien, et de Margaret Cavendish Harley. Sa mère est la seule fille et héritière d'Edward Harley (1689-1741), 2e comte d'Oxford et Mortimer, et de Henrietta Cavendish Holles (1694-1755). Cette dernière est seule fille et héritière de John Holles (1er duc de Newcastle) (1662-1711), duc de Newcastle-upon-Tyne, et de Margaret Cavendish (1661-1716), à qui son père, Henry Cavendish (1630-1691), 2e comte de Newcastle-upon-Tyne, transmet tout son patrimoine, ce qui permet à son mari d'obtenir le titre de comte de Newcastle, et explique pourquoi ses descendants par les femmes portent le patronyme de Cavendish. Il est aussi l'arrière-petit-fils de Hans Willem Bentinck.
William Cavendish-Bentinck est d'abord connu comme le marquis de Titchfield, du nom du titre de courtoisie qu'il porte. À partir de 1755, il ajoute à son patronyme celui de Cavendish. Ce n'est qu'en 1801 qu'il obtient l'autorisation royale d'adopter officiellement ce nouveau nom. Fin 1761, il est élu au Parlement de Grande-Bretagne comme député de la circonscription de Weobley (Herefordshire).
À la mort de son père, le 1er mai 1762, il lui succède dans son titre de duc. Il est d'abord dans l'opposition, puis il accepte diverses charges importantes, comme gouverneur de l'Irlande. En 1783, il devient Premier Lord au Trésor et Premier ministre du gouvernement de la coalition Fox–North. Il est renversé la même année et rentre dans l'opposition. Il se rapproche du ministère en 1792, reçoit alors les titres de chancelier de l'Université d'Oxford, de secrétaire d'État de l'Intérieur, et devient, en 1801, Lord Président du Conseil, après la retraite de William Pitt le Jeune. Il donne sa démission en 1805. 
Quand les supporters de Pitt reviennent au pouvoir en mars 1807, Portland est encore une figure de proue acceptable pour un groupe de ministres qui comprend George Canning, Lord Castlereagh et Lord Hawkesbury.
À la fin de 1809, alors que la santé de Portland se dégrade, le ministère est frappé par le duel scandaleux entre Canning et Castlereagh. Portland démissionne et décède peu de temps après. Il est un de ceux auxquels on a fait l'honneur des Lettres de Junius.

## Source
Cet article comprend des extraits du Dictionnaire Bouillet. Il est possible de supprimer cette indication, si le texte reflète le savoir actuel sur ce thème, si les sources sont citées, s'il satisfait aux exigences linguistiques actuelles et s'il ne contient pas de propos qui vont à l'encontre des règles de neutralité de Wikipédia.